# Пајквил (Кентаки)
Пајквил (енгл. Pikeville) град је у америчкој савезној држави Кентаки.

## Демографија
По попису из 2010. године број становника је 6.903, што је 608 (9,7%) становника више него 2000. године.
| Група             | 2000.         | 2010.         |
| Белци             | 5.882 (93,4%) | 6.359 (92,1%) |
| Афроамериканци    | 166 (2,6%)    | 183 (2,7%)    |
| Азијати           | 79 (1,3%)     | 130 (1,9%)    |
| Хиспаноамериканци | 88 (1,4%)     | 120 (1,7%)    |
| Укупно            | 6.295         | 6.903         |